# Strand syd
Strand syd är en bebyggelse som utgör den södra delen av orten Strand i Vännäs kommun, Västerbottens län. SCB hade före 2020, och från 2023, klassat denna bebyggelse som en del av den gemensamma småorten Strand med vid avgränsningen 2020 klassades bebyggelsen som uppdelad i en nordlig och en sydlig del där denna småort utgör den södra delen.